# William Jackson (compositeur)
Pour les articles homonymes, voir William Jackson et Jackson.
William Jackson (Exeter, 29 mai 1730 – Exeter, 5 juillet 1803), appelé Jackson d'Exeter (Jackson of Exeter), est un organiste et compositeur anglais.

## Biographie
William Jackson naît et meurt à Exeter, en Angleterre. Il est le fils d'un épicier d'Exeter, qui plus tard est devenu maître de la workhouse (hospice) de la ville. Après sa formation musicale avec John Silvester, organiste de la Cathédrale d'Exeter, Jackson est envoyé à Londres en 1748, pour devenir l'élève de John Travers, organiste à la Chapelle royale,.
En 1767, Jackson écrit la musique pour Lycidas, une adaptation de Milton qui est produit à Covent Garden, le 4 novembre de la même année, à l'occasion de la mort de Prince Edward, Duc d'York et Albany, frère de George III. Tandis qu'à Londres, il visite les réunions de l'association du madrigal.
À son retour à Exeter, Jackson se consacre à l'enseignement de la musique jusqu'en 1777, lorsqu'il est nommé organiste, vicaire laïcs et maître de chœur à la cathédrale, en succession de Richard Langdon,. Parmi les élèves de Jackson : George Baker, William Bennet et Jean Davy,,.

## Œuvres
Jackson a composé des opéras, The Lord of the Manor [Le Seigneur du Manoir] (1780, sur un livret de John Burgoyne) et Métamorphoses (1783), ainsi que plusieurs odes (Warton's Ode to Fancy, Pope's The Dying Christian to His Soul et Lycidas) et un grand nombre de mélodies, canzonets, madrigaux, pastorales, cantiques, hymnes, des sonates pour clavecin et des  services pour l'église.
Ses écrits comprennent : 30 Letters on Various Subjects (Londres, 1782), Observations on the Present State of Music in London (1791) et Les The Four Ages, together with Essays on Various Subjects (1798).

## Discographie
- Mélodies, Canzonettes et Sonates - Emma Kirkby, soprano ; Charles Daniels, ténor ; Timothy Roberts, clavecin continuo ; Paul Nicholson, clavecin (16-19 août 2017, Toccata Classics)